# 塞萊河 (意大利)
塞萊河（英語：Sele），位於意大利西南部的河流，河道全長64公里，流域面積1,200平方公里，平均流量每秒69立方米，最終在帕埃斯圖姆附近注入提雷尼亞海。

## 外部連結
维基共享资源上的相關多媒體資源：塞萊河